# Amata marjana
Amata marjana är en fjärilsart som beskrevs av Hermann Stauder 1913. Amata marjana ingår i släktet Amata och familjen björnspinnare. Inga underarter finns listade i Catalogue of Life.